# Municipio de Reynolds (Míchigan)
El municipio de Reynolds (en inglés: Reynolds Township) es un municipio ubicado en el condado de Montcalm en el estado estadounidense de Míchigan. En el año 2010 tenía una población de 5310 habitantes y una densidad poblacional de 56,78 personas por km².

## Geografía
El municipio de Reynolds se encuentra ubicado en las coordenadas 43°25′18″N 85°31′39″O / 43.42167, -85.52750. Según la Oficina del Censo de los Estados Unidos, el municipio tiene una superficie total de 93.52 km², de la cual 92.45 km² corresponden a tierra firme y (1.15%) 1.07 km² es agua.

## Demografía
Según el censo de 2010, había 5310 personas residiendo en el municipio de Reynolds. La densidad de población era de 56,78 hab./km². De los 5310 habitantes, el municipio de Reynolds estaba compuesto por el 96.4% blancos, el 0.41% eran afroamericanos, el 0.47% eran amerindios, el 0.4% eran asiáticos, el 0.02% eran isleños del Pacífico, el 0.38% eran de otras razas y el 1.92% pertenecían a dos o más razas. Del total de la población el 1.94% eran hispanos o latinos de cualquier raza.